# 大叶猪笼草
大叶猪笼草（学名：Nepenthes macrophylla）是東馬沙巴的特鲁斯马迪山特有的热带食虫植物。其种加词“macrophylla”来源于拉丁文“macro”和“phylla”，意为“巨大的叶片”。
大叶猪笼草曾被认为是爱德华猪笼草（N. edwardsiana）的一个亚种，但它们的捕虫笼和叶片之间存在着许多差别。

## 植物学史
在很长一段时间内，学者们都了解分布于特鲁斯马迪山的大叶猪笼草，但都没有将看作为一个独立的物种。在发现它后不久，其就被认为与基纳巴卢山特有的长毛猪笼草（N. villosa）是同一个物种。仓田重夫在1976年的专著《基纳巴卢山的猪笼草》中写道：
|  | 特鲁斯马迪山坐落于基纳巴卢山的南部，是该物种（长毛猪笼草）的原生地。虽然这还未被证实，但它的存在也是可以预料的，因为此山处于该物种的垂直分布范围内。 |

后来，大叶猪笼草又被看作是与之近缘的爱德华猪笼草的一个变型。1983年3月，约翰内斯·马拉维尼（Johannes Marabini）采集到了大叶猪笼草最早的标本，其编号为“Marabini 2167”，存放于德国的埃尔朗根-纽伦堡大学。4年后，约翰内斯·马拉维尼将该类群正式描述为爱德华猪笼草的一个亚种。
安西娅·飞利浦和安东尼·兰姆在其1996年发表的著作《婆罗洲的猪笼草》中将大叶猪笼草作为一个物种进行了描述，并将其命名为“Nepenthes macrophylla (Marabini) Jebb & Cheek ined”。植物学家马修·杰布和马丁·奇克在1994年就有意要将大叶猪笼草提升为一个独立的物种，并在他们1997年的专著《猪笼草属（猪笼草科）的框架性修订》中论述了自己的观点。查尔斯·克拉克也支持这个观点，他指出爱德华猪笼草与长毛猪笼草比爱德华猪笼草与大叶猪笼草更相似，而爱德华猪笼草与长毛猪笼草已被分为两个独立的物种。

## 形态特征

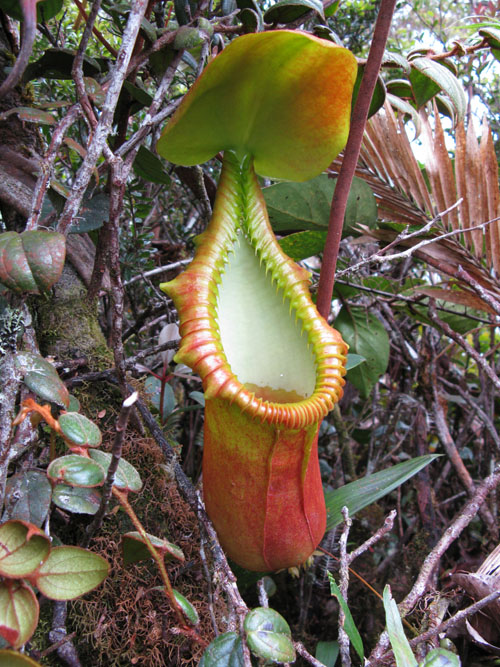
大叶猪笼草的中位笼

大叶猪笼草为藤本植物。茎呈圆柱形，可长达10米，直径达10毫米。节间距可长达35厘米。
大叶猪笼草的叶片革质，具叶柄。呈长圆形，可长达60厘米，宽至20厘米。叶尖为渐尖至急尖，叶基于叶柄处骤缩。叶柄可长达15厘米。叶柄呈槽状，通常形成两个翼，抱茎。中脉的两侧各有1至3条纵脉，但羽状脉不明显。笼蔓可长达35厘米。
大叶猪笼草的捕虫笼质地坚硬，木质。下位笼为短圆形，中部具笼肩。其可高达35厘米，宽至15厘米。腹面的笼翼可宽达10毫米。下位笼的笼肩位于其下半部。笼口为卵形，倾斜。唇为圆柱形，扩展，可宽达15毫米。唇肋发达，唇齿向下弯曲。笼盖为卵形，宽大，基部为心形。笼盖基部的后方有一个不分叉的笼蔓尾，可长达9毫米。上位笼大部分结构类似于下位笼。区别在于上位笼更近似于圆柱形，笼翼缩小为一对隆起，且笼肩位于上半部。大叶猪笼草捕虫笼的颜色变化多端，但黄色的变型数量较大。
大叶猪笼草的花序为总状花序，雄性花序与雌性花序的结构一致。总花梗可长达23厘米，直约径5毫米。花序轴可长达55厘米。花梗可长达16毫米带一朵花，具苞片。萼片为椭圆形，长达6毫米。
大叶猪笼草植株的大部分都披被着很短的毛被，但大部分易脱落。

## 生态关系

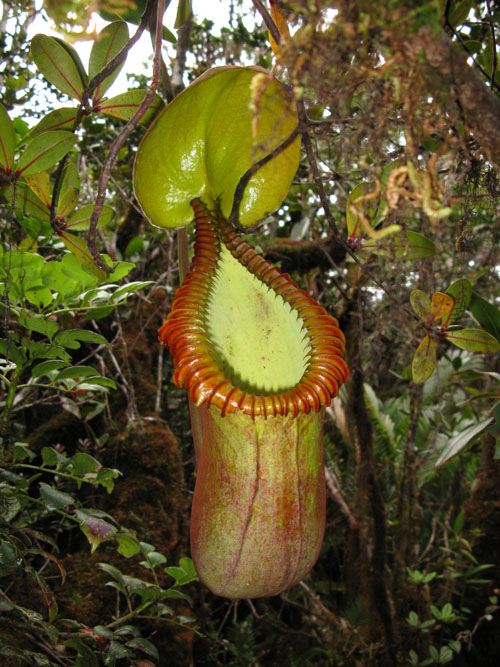
生长于苔藓森林中的大叶猪笼草的上位笼

大叶猪笼草仅存在于婆罗洲沙巴的特鲁斯马迪山山顶地区，即使是附近位于同一海拔范围内的潘那索维坦山（Mount Pinesowitan）也不存在其身影。不过，也有未经证实的报告说，其生长于“附近山峰的山顶上”。各文献给出的了大叶猪笼草海拔分别范围不尽相同，部分给出的范围较窄，为2200米至2400米，其余则较宽，为2000米至2600米。已知的大叶猪笼草存在于海拔2200米至2642米的山顶地区。
大叶猪笼草典型的原生地为山脊处的山地苔藓森林，其植被主要由薄子木属（Leptospermum）和杜鹃花属（Rhododendron）植物组成。大叶猪笼草与其他高地猪笼草一样，其原生地的昼夜温差很大，中午最高温度可达30℃，而晚上最低只有5℃。特鲁斯马迪山的山顶常常云雾缭绕，其空气湿度相当的高。
大叶猪笼草既可附生也可陆生。大叶猪笼草与劳氏猪笼草（N. lowii）和毛盖猪笼草（N. tentaculata）同域分布。劳氏猪笼草与大叶猪笼草的自然杂交种被称为特鲁斯马迪山猪笼草（N. × trusmadiensis）。
由于大叶猪笼草的分布局限，且特鲁斯马迪山没有得到像基纳巴卢山那样的保护，所以大叶猪笼草在《2006年世界自然保护联盟濒危物种红色名录》中的保护状况为极危。1997年，植物学家查尔斯·克拉克依据世界自然保护联盟的标准在非正式将大叶猪笼草的保护状况评为濒危。克拉克说：“要想让这个物种在野外延续至下个世纪，就需要大力度的保护。”大叶猪笼草正遭受各样的威胁，包括过度采集和登山者造成的原生地破坏。这些人类的活动让大叶猪笼草的种群数量大大的下降，它已被认为是婆罗洲最濒危的高地猪笼草。

## 食虫性
大叶猪笼草与山地树鼩（Tupaia montana）之间存在着互利互惠关系。大叶猪笼草的捕虫笼反折的笼盖中分泌的蜜液为树鼩提供了食物来源。而树鼩会取食这些蜜液并向捕虫笼内排泄，为大叶猪笼草提供了宝贵的氮素。
2010年的一项研究显示，大叶猪笼草笼口的形状和大小完全符合山地树鼩的典型体型。具有类似特征的猪笼草还包括劳氏猪笼草和马来王猪笼草（N. rajah），可能包括鞍型猪笼草（N. ephippiata）。

## 相关物种
大叶猪笼草与爱德华猪笼草（N. edwardsiana）和长毛猪笼草之间存在着密切的近缘关系。在食虫植物数据库中，分类学家简·斯洛尔（Jan Schlauer ）将大叶猪笼草列为长毛猪笼草可能的异名。
大叶猪笼草与它们的区别在于唇的结构不同。虽然它们的唇都非常的发达，但大叶猪笼草的唇肋和唇齿都较短而间距较宽。大叶猪笼草的笼口缓缓倾斜至笼盖基部，不会在某个位置突然变陡而形成一个明显的唇颈。此外，其笼口比爱德华猪笼草和长毛猪笼草都更倾斜。大叶猪笼草卵形且宽大的笼盖也與它們有所區別。爱德华猪笼草与大叶猪笼草的下位笼很相似，但后者的笼肩更靠上。它们上位笼的区别更明显，大叶猪笼草不那麼瘦長且更接近于卵形。大叶猪笼草正如其名，其叶片非常巨大，长度最多可为爱德华猪笼草和长毛猪笼草的两倍。
爱德华猪笼草和长毛猪笼草存在于基纳巴卢山的超基性土壤中，而大叶猪笼草只存在于特鲁斯马迪山山顶附近的砂质土壤中。
植物学家马修·杰布和马丁·奇克还认为，大叶猪笼草与菲律宾巴拉望省特有的惊奇猪笼草（N. mira）之间也存在着近缘关系。

## 自然杂交种

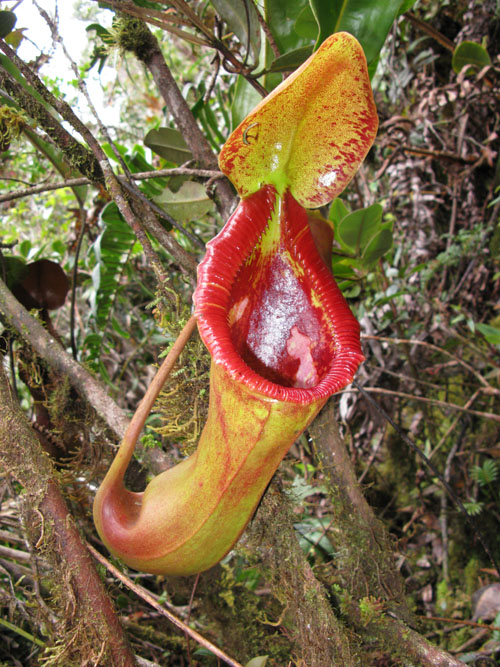
特鲁斯马迪山猪笼草的上位笼

1983年，约翰内斯·马拉维尼（Johannes Marabini）和约翰·布里格斯（John Briggs）在特鲁斯马迪山上发现了劳氏猪笼草与大叶猪笼草的自然杂交种（N. lowii × N. macrophylla）。之后，约翰内斯·马拉维尼将该自然杂交种描述为特鲁斯马迪山猪笼草。1984年，约翰·布里格斯再次来到特鲁斯马迪山，但仅发现了一小块种群。
特鲁斯马迪山猪笼草的叶片可长达50厘米。其是婆罗洲的猪笼草中可以长出巨大笼子的几种之一，捕虫笼可高达35厘米。其表现为劳氏猪笼草与大叶猪笼草的中间型。其笼盖与劳氏猪笼草一样外翻，且笼盖下表面具短毛须。唇具突出的唇齿和楞，但不如大叶猪笼草发达。特鲁斯马迪山猪笼草的花序可长达50厘米，每个花梗带两朵花。除了捕虫笼之外，植株的其他部分并不巨大。
特鲁斯马迪山猪笼草仅分布于特鲁斯马迪山顶峰山脊海拔2500米至2600米的地区。

## 扩展阅读
- ARKive中大叶猪笼草的信息
- 食虫植物照片搜寻引擎中大叶猪笼草的照片 （页面存档备份，存于）

 维基共享资源上的相關多媒體資源：大叶猪笼草
 維基物種上的相關：大叶猪笼草